# Alcaria Ruiva
Alcaria Ruiva ist ein Ort und eine Gemeinde freguesia im Baixo Alentejo in Portugal im Bezirk von Mértola, mit einer Fläche von 216,7 km² und 630 Einwohnern (Stand 19. April 2021). Dies entspricht einer Bevölkerungsdichte von 2,9 Einw./km².